# HMNZS Arabis (K385)
Le HMNZS Arabis (K385) était une corvette modifiée de classe flower de la Royal New Zealand Navy (RNZN) construite par George Brown and Company un chantier naval de Greenock en Écosse. Construite pour la Royal Navy sous le nom de HMS Arabis, la corvette a été transférée au RNZN à la fin de 1944, et a fonctionné pendant les dernières années de la Seconde Guerre mondiale jusqu'en 1948. 

## Historique
Après un radoub, Arabis s'embarqua pour les Îles Salomon, arrivant à Renard Sound le 14 décembre 1944 où son capitaine prit le commandement du Matai en tant que haut gradé, 25e Flottille de dragueurs de mines. Elle est revenue à Auckland le 20 juin 1945. Deux voyages à Nouméa ont suivi en juillet 1945 pour escorter avec le HMNZS Tui (T234) (en) les douze Coastal Forces of the Royal Navy (en) de classe chaloupe à moteur Fairmile type B chez eux à Auckland. Arabis a été mis hors service en 1948 et mis au rebut en 1951.